# Балезіно (селище)
Балезіно́ — селище (до 1 березня 2012 року селище міського типу) та муніципальний окружний центр в Удмуртії, Росія. Має велике господарське значення на півночі республіки.
Селище розташоване на лівому березі річки Чепца за 150 км на північ від Іжевська (168 км залізницею), на автомагістралі Кіров-Перм. Від селища відходять автошляхи на Іжевськ та Карсовай.
Утворювало муніципальне утворення Балезінське зі статусом сільського поселення (до 2012 року міського поселення) як єдиний населений пункт у його складі[. Законом Удмуртської Республіки від 17.05.2021 № 49-РЗ сільське поселення до 30 травня 2021 року скасовується у зв'язку з перетворенням муніципального району в муніципальний округ.

## Населення
Населення — 15018 осіб (2015; 15760 в 2012, 16121 в 2010).
Національний склад станом на 2009 рік — удмурти 52,6%, росіяни 28,2%, татари 13,1% та інші національності 6,1%.

## Історія
Існує 2 версії походження назви. За однією з них, 1586 року цар Федір Іванович за вірну службу в Сибіру дарував на правому березі Чепци землі братам Данилу та Єлизару Балезіним. За другою — назва походить від поєднання удмуртських слів баля — вівця, та син — око, — тобто овече око. Так називали в ті часи джерело.
1887 року на місці майбутньої станції збудували будинок для інженерів-шляховиків та землемірів, які проводили проектно-вимірювальні роботи на майбутній Транссибірській залізниці. Пізніше з'явились технічні споруди, а між полотном, присілком Ізвіль та берегом Чепци — житлові будинки, 2 з яких були двоповерхові: купця Овсюкова, господаря декількох магазинів та станційного буфету, і Нікуліна, на першому поверсі якого була початкова школа. 29 жовтня 1898 року по залізниці пройшов перший потяг, який вказав на існування нової станції, яка і перетворилась у майбутньому на сучасне селище. Названа станція була через розташований поряд волосний центр Глазовського повіту село Балезіно, яке виникло в кінці XVI столітті. Жителів спочатку було менше 100 осіб — залізничники зі своїми сім'ями, які приїхали сюди з різних губерній. Першими родинами були Дементьєві, Тукові, Бєлявіни, Берестові, Куїмові, Ашихміни.
1917 року із сусіднього села Нововолково була перевезена дерев'яна церква, яка розташовувалась на місці сучасного стадіону в центрі селища. Однак 1934 року вона була закрита. В кінці 1919 року колишній склад боєприпасів, що лишився з часів Громадянської війни, був переобладнаний під Народний дім, який пізніше був перетворений у клуб імені Кірова, перший культурний заклад селища. Швидкий розвиток пристанційного селища розпочався у 1920-ті роки. З 1924 року безсистемна, хаотична забудова змінилась плановою. Були сформовані перші вулиці — Леніна, Толстого, Короленка. Через рік, після будівництва на березі Чепци контори лісгоспу (яка пізніше була переобладнана під Будинок піонерів, який існував до 1990 року), утворилась вулиця Радянська. Того ж 1925 року по вулиці Короленка збудована середня школа № 13 (пізніше № 42, нині № 5). 15 липня 1929 року був утворений Балезінський район, а 1931 року центр району перенесений із села Балезіно до селища. Районний центр почався розвиватись ще швидше. Почалось будівництво промислових підприємств: 1930 року створена МТС, 1931 — ліспромгосп (лісобаза), 1932 — льонозавод, 1935 — маслозавод.
Будуються адміністративні будівлі, деякі переобладнуються з колишніх купецьких будинків. Із села Балезіно перевезено двоповерховий будинок купця Мотошкова, де розмістились райком ВКП(б), райвиконком, суд та прокуратура. 1933 року створюється вулиця Карла Маркса з банком (будинок купця В. Я. Владикіна із села Балезіно). У будину купця Н. С. Калініна відкрита пошта, І. С. Смагіна — гуртожиток районної середньої школи. Будівля міліції була переобладнана з двох купецьких будинків, перевезених із села Балезіно та присілку Кестим. 1936 року збудовано будівлю вузла зв'язку, пізніше перетвореного під автовокзал (існував до 1999 року).
Розвивалась соціальна сфера. До кінця 1920-их років у селищі був лише фельдшерський пункт, 1932 року відкрито лінійну, а 1933 року — районну амбулаторію. 1939 року відкрито аптеку по вулиці Карла Маркса (пізніше тут розміщалась санепідемстанція, яка існувала до 1999 року). Збільшувалось населення райцентру, у тому числі і дітей. Виникла потреба ще в одній школі. У вересні 1936 року введена до ладу районна середня школа (нині № 1). Підготовкою кадрів для колгоспів займалась сільськогосподарська школа, у якій 1935 року навчалось 105 бухгалтерів, 35 бригадирів та 30 ветеринарних санітарів. 1936 року відкрився перший дитячий садок. 14 липня 1931 року вийшла з друку перша районна газета «Коммунае сюре» (нині «Вперед»). 1935 року було облаштовано радіовузол, встановлено вуличні репродуктори, паралельно велась робота по електропостачанню та благоустрою селища. 1938 року населення селища досягло 7 тисяч осіб, житловий фонд становив 8,1 тисяч м². 26 жовтня постановою президії Верховної Ради РРФСР Балезіно отримав статус смт. У грудні того ж року пройшли вибори депутатів до селищної ради.
З літа 1941 року селище перейшло на виконання військових замовлень. 3/4 тракторного парку МТС та весь автопарк підприємств був мобілізований разом з водіями та трактористами. Ліспромгосп виконував замовлення на шпали для відновлення зруйнованих залізниці, готував ліс для обладнання польових фортифікацій, пізніше випускав стройовий ліс для відновлення зруйнованих міст. Ремонтно-будівельні бригади працювали у Сталінграді, Севастополі, Краснодоні, Мурманську. Ремісничі промартілі на замовлення Іжевського зброярського заводу виробляли дерев'яні приклади та ложі для автоматів. У воєнні часи була прокладена автодорога та залізниця із Іжевська. В евакуації знаходились контора та ліспромгосп треста «Главсахар», 2 спиртзаводи. Для біженців був облаштований пункт санітарної обробки. 1943 року в будівлі інтернату районної середньої школи був створений дитячий будинок для дітей-сиріт та евакуйованих із Ленінграду. У навчальному корпусі школи з грудня 1941 року розташовувався евакошпиталь № 1820, перевезений із Єнакієвого. Після закінчення війни відкривались нові підприємства: промартіль «Ливарщик» (нині ВАТ Балезінський ливарно-механічний завод), шлакоблоковий завод промартілі «Комунар» (нині ВАТ Балезінський завод будівельних матеріалів).
1951 року була сформована добровільна пожежна дружина та збудоване пожежне депо. 1952 року створена рухома механізована колона № 1089 та відділ позавідомчої охорони РУВД, почалась забудова вулиці Свердлова. 1954 року відрито Будинок піонерів по вулиці Радянській та музична школа. 1958 року урочисто відкрито пам'ятник героям Громадянської війни. 1959 року почала працювати школа робітничої молоді, відкрито універмаг по вулиці Кооперативній. 1960 року введено в експлуатацію триповерхову школу № 1, з'явилась будівельна організація — ремонтно-будівельна ділянка, яка до 1995 року займалось благоустроєм селища. Організація збудувала кінотеатр «Мир», районну бібліотеку, ДЮСШ, будівлю селищної адміністрації, 20 двоповерхових будинків.
Станом на 1959 рік населення селища зросло до 11,8 тисяч осіб. Присілок Ізвіль став мікрорайоном селища, забудовувався новий мікрорайон «Стройка». 1957 року восьмирічна школа в мікрорайоні лісобази реорганізована у середню, 1963 року відкрилась нова школа № 3, 1965 року — школа-інтернат. З середини 1960-их років почалось асфальтування вулиць, здано в експлуатацію перші 2 п'ятиповерхові будинки по вулиці Залізничній. 1968 року відкрито автобусний маршрут по селищу, який обслуговували автобуси Глазовського АТП. Станом на 1979 рік населення селища становило вже 14,5 тисяч осіб, а в 1989 році — 17,4 тисяч. До 1977 року у селищі нараховувалось понад 70 вулиць. 1989 року було збудовано районну бібліотеку, 1991 року — клуб імені Короленка у мікрорайоні ліспромгоспу, 1997 року став до ладу п'ятиповерховий корпус центральної районної лікарні. 1998 року в західній частині селища, на базі ВО «Лісгоспхімія» збудовано цех з виробництва спирту — філіал ЛГЗ «Глазовський». З'явились нові вулиці — Лучна, Василькова, Садова. Станом на 1995 рік у селищі було 106 вулиць загальною протяжністю 53,5 км, на 1998 рік — 112 вулиць, а на 2001 рік — вже 124 вулиці протяжністю 60 км. 1995 року облаштовано центральну площу Миру, названу на честь 50-річчя Перемоги. 2001 року збудовано 8-квартирний соціальний будинок та школу мистецтв. З 1 березня 2012 року Балезіно втратило статус смт і стало селищем.

## Господарство
В селищі діють 4 школи, 6 садочків, дитячий будинок, школа мистецтв, центр дитячої творчості, 2 бібліотеки, клуб, лікарня, районний організаційний методичний центр (виставковий центр), молодіжний центр та комплексний центр соціального обслуговування населення. В селищі є 5 пам'яток історії та монументального мистецтва.
Серед підприємств працюють ПК «Балезінський ЗБМ» (виготовлення арболіту), ВАТ «Балезінське РТП», ТОВ «Балезінський ДОК», ВАТ «Балезінський ЛМЗ», ТОВ «НіК», ТОВ «Чепецький», ТОВ «Будіндустріяхолдинг», ТОВ «Роса», ТОВ «Баркас», ТОВ «Балезінська МСО», Балезінське лісництво, ТОВ «Румі», ВАТ «Балезінський спиртзавод», ТОВ «СніКА».